# Тибор Њилаши
Тибор Њилаши (мађ. Nyilasi Tibor; Варпалота, 18. јануар 1955) је бивши мађарски фудбалер и тренер.
Свој први професионални уговор је потписао са Ференцварошем 1972. и играо тамо до преласка у Аустрију Беч 1983. За репрезентацију Мађарске је одиграо 70 наступа од 1975. до 1985. и постигао 32 гола. Играо је на Светском првенству у фудбалу 1978. (у којем је искључен против Аргентине) и на Светском првенству 1982.
Након што се пензионисао као играч, био је тренер Ференцвароша. Радио је и за Мађарску фудбалску федерацију као члан стручног штаба и појављује се као стручњак на мађарском спортском телевизијском каналу „Спорт”.

## Статистика

### Клуб
Ференцварош
- Прва лига Мађарске у фудбалу: Шампион 1975/76, 1980/81,
- Куп Мађарске у фудбалу: Првак 1973/74, 1975/76, 1977/78
- Куп победника купова у фудбалу: Другопласирани 1974/75

Аустрија Беч
- Бундеслига Аустрије у фудбалу: Шампион 1983/84, 1984/85, 1985/86.
- Куп аустрије: Првак 1985/86.

### Индивидуална достигнућа
- Најбољи стрелац Мађарске лиге: 1980/81.
- Сребрна копачка: 1980/81.
- Куп ЕУФА, најбољи стрелац: 1983/84
- Најбољи стрелац аустријске лиге: 1983/84.

### Тренер
Ференцварош
- Прва лига Мађарске у фудбалу: Шампион 1991/92.
- Куп Мађарске у фудбалу: Првак 1990/91, 1992/93, 1993/94.